# Бен Лахдар, Зохра
Зохра бен Лахдар Акрут (род. 12 марта 1943, Тунис) — тунисская спектроскопистка, специализирующаяся на разработке новых спектроскопических методов для изучения влияния загрязняющих веществ на качество воздуха, воды и растений. В 2005 году она получила награду L’Oréal-UNESCO Awards for Women in Science.

## Карьера
Бен Лахдар окончила в 1968 году Университет Пьера и Марии Кюри. В том же университете в 1978 году она получила докторскую степень, защитив диссертацию под названием «Application à l'étude de la raie 4047Å de mercure de la méthode à balayage magnétique». В 1982 году она вернулась в Тунис, чтобы стать профессором в Тунисском университете. Работала директором Лаборатории атомно-молекулярной спектроскопии и приложений (LSAMA). Она была одной из основательниц Тунисского физического общества и одной из основательниц Тунисского астрономического общества.

## Награды
В 1992 году она была избрана в Академию наук исламского мира. С 2006 года она член Африканской академии наук. Она старший ассоциированный член Международного центра теоретической физики (ICTP). В 2005 году она получила награду L’Oréal-UNESCO Awards для женщин в науке за эксперименты и моделирование в области инфракрасной спектроскопии и её применение в медицине и исследовании загрязнения окружающей среды. НКО «Мой герой» назвал её героем науки.